# Okkervil River
Gli Okkervil River sono un gruppo indie rock statunitense con una forte contaminazione folk rock originario di Austin in Texas. La band, formatasi nel 1998, deve il suo nome ad un breve racconto di Tat'jana Tolstaja.

## Storia del gruppo

### Origine
I membri fondatori del gruppo divennero amici durante la frequentazione delle scuole superiori a Meriden, nel New Hampshire, e dopo essersene andati dal college si spostarono ad Austin, in Texas, per vivere insieme e dare vita ad una band. Il gruppo era composto dal compositore e cantante Will Sheff, Zach Thomas al basso e al mandolino, e Seth Warren alla batteria. Il loro primo concerto fu allo Steamboat ad Austin l'11 gennaio 1999. Il nome della band venne ripreso da quello di una storia breve dell'autrice russa Tat'jana Nikitična Tolstaja e dal fiume Okkervil presso San Pietroburgo.

### Bedroom EPeStars Too Small to Use
Nel 1998, il gruppo auto-produsse il suo primo disco, Bedroom EP. Nel corso di due weekend nell'estate del 1999, registrarono un album autoprodotto composto da sette canzoni intitolato Stars Too Small to Use, col tecnico di registrazione Jeff Hoskins.
Incontrarono Jonathan Meiburg ad un concerto con la sua band Whu Gnu al Waterloo Brewing Company il 3 dicembre 1999. Meiburg in seguito si unì al gruppo suonando la fisarmonica e più tardi il piano e l'organo.
Grazie all'album il gruppo venne ammesso nel 2000 al festival musicale South by Southwest (SXSW). Il primo articolo importante che parlava di loro fu una recensione della loro performance al festival comparso sull'Austin Chronicle del 3 marzo 2000.

### Don't Fall in Love With Everyone You SeeeDown The River of Golden Dreams
Il 18 marzo del 2000 il gruppo incontrò il tecnico di registrazione e produttore Brian Beattie durante la loro "vetrina" allo SXSW ed insieme accettarono di fare un disco insieme. Essi passarono la gran parte di quell'anno lavorando su Don't Fall in Love with Everyone You See. Warren partì per Berkeley nel dicembre dello stesso anno e venne rimpiazzato alla batteria da Mark Pedini.
Gli Okkervil River furono contattati dall'etichetta discografica Jagjaguwar che aveva sede a Bloomington, in Indiana che mise sotto contratto il gruppo e pubblicò il disco il 22 gennaio 2002.
Un anno dopo la band si spostò a San Francisco e si riunì a Warren per incidere il loro terzo album al Tiny Telephone con il tecnico Scott Solter alla console, l'album Down the River of Golden Dreams uscì sempre per Jagjaguwar il 2 settembre 2003.
Nel 2003, Pedini lasciò la band per portare avanti il suo lavoro di grafico, lasciando gli Okkervil River senza un batterista per l'SXSW di quell'anno. Invitarono così Travis Nelsen, fresco di un tour alla batteria con gli Swearing at Motorists dell'etichetta Secretly Canadian, per suonare con loro, che divenne il batterista a tempo pieno della band. L'anno seguente, in occasione di un lungo tour, il gruppo aggiunse un quinto membro, il tastierista e chitarrista di chitarra lap-steel Howard Draper.

### Black Sheep BoyeThe Stage Names
Nell'agosto del 2004, la band registrò ancora una volta con Beattie, dando i ritocchi finali sul loro vero e proprio terzo album, Black Sheep Boy a novembre che venne pubblicato il 5 aprile 2005. Conseguentemente al buon successo dell'album, gli Okkervil River fecero uscire un EP intitolato Black Sheep Boy Appendix il 22 novembre 2005. Questa fu la prima registrazione fatta con Draper, il tastierista Scott Brackett, il chitarrista Brian Cassidy, e il bassista del tour Pat Pestorius, che alla fine rimpiazzò Zach Thomas nel gruppo.
Il 17 aprile 2006 gli Okkervil River firmarono con la Virgin/EMI in Europa. La casa discografica ripubblicò Black Sheep Boy e il seguente Black Sheep Boy Appendix come un doppio disco il 28 aprile 2006. Jagjaguwar alla fine, dopo una causa legale, ha pubblicato la Definitive Edition con canzoni e video extra.
The Stage Names, il loro quarto album in studio (prodotto ancora una volta da Beattie), è stato pubblicato il 7 agosto 2007. Il disco è stato realizzato dalla stessa formazione che era andata in tour con Black Sheep Boy e Black Sheep Boy Appendix, con Cassidy che sostituisce Draper che si era intanto unito agli Shearwater. L'album ha ricevuto ottime recensioni da parte della critica ed ha debuttato al numero 62 nella Billboard 200 con 10 000 copie vendute.
Gli Okkervil River avevano in previsione di pubblicare un'appendice consistente di materiale non incluso in The Stage Names. Il 12 dicembre 2007 hanno reso disponibile attraverso il loro sito web un mixtape di nove canzoni dal titolo Golden Opportunities.
Nel 2008 è uscito un loro nuovo album, sempre per Jagjaguwar, The Stand Ins dove il gruppo rielabora i temi apparsi sul precedente lavoro The Stage Names.
Nel 2010 il gruppo collabora con Roky Erikson, il famoso eroe di culto della psichedelia americana. Il risultato è raccolto nell'album True Love Cast Out All Evil

### I Am Very FareThe Silver Gymnasium
Per il successivo lavoro Sheff decide di ritornare nella terra natia, il New Hampshire. L'album I Am Very Far esce nel 2011. Per promuovere la vendita dell'album la band fece un tour nel 2011 con i Titus Andronicus, Julianna Barwick, i Future Islands ed i NewVillager. Nel 2013 è uscito The Silver Gymnasium, prodotto da John Agnello e tre anni più tardi un nuovo lavoro, Away.